# Seznam velkoplošných teplotních rekonstrukcí dvou posledních tisíciletí
Tento seznam velkoplošných teplotních rekonstrukcí dvou posledních tisíciletí zahrnuje ty rekonstrukční studie klimatu, které přispěly výrazně k moderní shodě o průběhu teplot za posledních 2000 let.
Instrumentální měření teplot pokrývá v globálním měřítku pouze posledních 150 let. Rekonstrukce teplot ze starších období pochází z klimatických proxy dat. Koncept výzkumu historických klimatických dat z vaver v jezerních usazeninách a z letokruhů vznikl ve 30. letech 20. století. První, kdo přišel s myšlenou zkoumat teploty v minulosti byl Hubert Lamb, jeden z prvních paleoklimatologů, který publikoval výzkum na základě údajů z botaniky, z výzkumu historických dokumentů a meteorologických dat. Podle jeho výzkumů bylo období 1000-1200 teplé a bylo následováno studeným obdobím v letech 1500-1700. Teplé středověké období bylo označeno Středověká teplá perioda, studené období Malá doba ledová Následující kvantitativní rekonstrukce používaly statistické techniky uplatněné na různá proxy data a vytvořily tak velkoplošné rekonstrukce teplot.
Kvantitativní rekonstrukce ukázaly konsistentní závěr, že teploty v minulých 2000 letech byly nižší, než teploty dosažené na konci 20. století. Toto poznání vyjádřila studie MBH99 v tzv. hokejkovém grafu. Závěry této práce později potvrdilo více, než 20 dalších studií, používajících různé kombinace proxy dat a statistických metod.

## Jednotlivé rekonstrukce

### První rekonstrukce
- LAMB, H.H. The early medieval warm epoch and its sequel. Palaeogeography, Palaeoclimatology, Palaeoecology. 1965-01-01, roč. 1, s. 13–37. doi:10.1016/0031-0182(65)90004-0.
- GROVEMAN, Brian S., Landsberg, Helmut E. Simulated northern hemisphere temperature departures 1579-1880. Geophysical Research Letters. 1979-10-01, roč. 6, čís. 10, s. 767–769. doi:10.1029/GL006i010p00767.
- JACOBY, Gordon C., D'Arrigo, Rosanne. Reconstructed Northern Hemisphere annual temperature since 1671 based on high-latitude tree-ring data from North America. Climatic Change. 1989-02-01, roč. 14, čís. 1, s. 39–59. doi:10.1007/BF00140174.
- BRADLEY, Raymond S.; JONES, Philip D. 'Little Ice Age' summer temperature variations; their nature and relevance to recent global warming trends. The Holocene. December 1993, s. 367–376. Dostupné online.
- HUGHES, Malcolm K., Diaz, Henry F. Was there a ?medieval warm period?, and if so, where and when?. Climatic Change. 1994-03-01, roč. 26, čís. 2–3, s. 109–142. doi:10.1007/BF01092410.
- MANN, Michael E., Park, Jeffrey; Bradley, R. S. Global interdecadal and century-scale climate oscillations during the past five centuries. Nature. 1995-11-16, roč. 378, čís. 6554, s. 266–270. doi:10.1038/378266a0.
- OVERPECK, J. Arctic Environmental Change of the Last Four Centuries. Science. 1997-11-14, roč. 278, čís. 5341, s. 1251–1256. doi:10.1126/science.278.5341.1251.
- FISHER, D. A. High resolution reconstructed Northern Hemisphere temperatures for the last few centuries: using regional average tree ring, ice core and historical annual time series. Paper U32C-7 in Supplement to EOS. Transactions. 1997.

### Citované ve Třetí hodnotící zprávě IPCC a ve zprávě NRC
- MANN, Michael E., Bradley, Raymond S.; Hughes, Malcolm K. Nature. 1998-04-23, roč. 392, čís. 6678, s. 779–787. doi:10.1038/33859.
- JONES, P.D., Briffa, K.R.; Barnett, T.P.; Tett, S.F.B. High-resolution palaeoclimatic records for the last millennium: interpretation, integration and comparison with General Circulation Model control-run temperatures. The Holocene. 1998-07-01, roč. 8, čís. 4, s. 455–471. doi:10.1191/095968398667194956.
- POLLACK, H. N. Climate Change Record in Subsurface Temperatures: A Global Perspective. Science. 1998-10-09, roč. 282, čís. 5387, s. 279–281. doi:10.1126/science.282.5387.279.
- MANN, Michael E., Bradley, Raymond S.; Hughes, Malcolm K. Northern hemisphere temperatures during the past millennium: Inferences, uncertainties, and limitations. Geophysical Research Letters. 1999-03-15, roč. 26, čís. 6, s. 759–762. Dostupné online [cit. 2014-02-09]. doi:10.1029/1999GL900070.
- BRIFFA, Keith R. Annual climate variability in the Holocene: interpreting the message of ancient trees. Quaternary Science Reviews. 2000-01-01, roč. 19, čís. 1–5, s. 87–105. doi:10.1016/S0277-3791(99)00056-6.
- CROWLEY, Thomas J., Lowery, Thomas S. How Warm Was the Medieval Warm Period?. AMBIO: A Journal of the Human Environment. 2000-02-01, roč. 29, čís. 1, s. 51–54. doi:10.1579/0044-7447-29.1.51.
- POLLACK, Henry N., Huang, Shaopeng; Shen, Po-Yu. Nature. 2000-02-17, roč. 403, čís. 6771, s. 756–758. doi:10.1038/35001556.

### Citované ve Čtvrté hodnotící zprávě IPCC
- JONES, P.D., Briffa, K.R.; Barnett, T.P.; Tett, S.F.B. High-resolution palaeoclimatic records for the last millennium: interpretation, integration and comparison with General Circulation Model control-run temperatures. The Holocene. 1998-07-01, roč. 8, čís. 4, s. 455–471. doi:10.1191/095968398667194956.
- MANN, Michael E., Bradley, Raymond S.; Hughes, Malcolm K. Northern hemisphere temperatures during the past millennium: Inferences, uncertainties, and limitations. Geophysical Research Letters. 1999-03-15, roč. 26, čís. 6, s. 759–762. Dostupné online [cit. 2014-02-09]. doi:10.1029/1999GL900070.
- BRIFFA, Keith R. Annual climate variability in the Holocene: interpreting the message of ancient trees. Quaternary Science Reviews. 2000-01-01, roč. 19, čís. 1–5, s. 87–105. doi:10.1016/S0277-3791(99)00056-6.
- CROWLEY, Thomas J., Lowery, Thomas S. How Warm Was the Medieval Warm Period?. AMBIO: A Journal of the Human Environment. 2000-02-01, roč. 29, čís. 1, s. 51–54. doi:10.1579/0044-7447-29.1.51.
- BRIFFA, Keith R., Osborn, Timothy J.; Schweingruber, Fritz H.; Harris, Ian C.; Jones, Philip D.; Shiyatov, Stepan G.; Vaganov, Eugene A. Low-frequency temperature variations from a northern tree ring density network. Journal of Geophysical Research. 2001-02-01, roč. 106, čís. D3, s. 2929. Dostupné online [cit. 2014-02-09]. doi:10.1029/2000JD900617.
- ESPER, J. Low-Frequency Signals in Long Tree-Ring Chronologies for Reconstructing Past Temperature Variability. Science. 2002-03-22, roč. 295, čís. 5563, s. 2250–2253. doi:10.1126/science.1066208.
- POLLACK, Henry N. Borehole climate reconstructions: Spatial structure and hemispheric averages. Journal of Geophysical Research. 2004-01-01, roč. 109, čís. D11. Dostupné online [cit. 2014-02-09]. doi:10.1029/2003JD004163.
- MOBERG, Anders, Sonechkin, Dmitry M.; Holmgren, Karin; Datsenko, Nina M.; Karlén, Wibjörn. Highly variable Northern Hemisphere temperatures reconstructed from low- and high-resolution proxy data. Nature. 2005-02-10, roč. 433, čís. 7026, s. 613–617. doi:10.1038/nature03265.
- OERLEMANS, J. Extracting a Climate Signal from 169 Glacier Records. Science. 2005-04-29, roč. 308, čís. 5722, s. 675–677. Dostupné online [cit. 2014-02-09]. doi:10.1126/science.1107046.
- RUTHERFORD, S., Mann, M. E.; Osborn, T. J.; Briffa, K. R.; Jones, P D.; Bradley, R. S.; Hughes, M. K. Proxy-Based Northern Hemisphere Surface Temperature Reconstructions: Sensitivity to Method, Predictor Network, Target Season, and Target Domain. Journal of Climate. 2005-07-01, roč. 18, čís. 13, s. 2308–2329. Dostupné online [cit. 2014-02-09]. doi:10.1175/JCLI3351.1.
- D'ARRIGO, Rosanne, Wilson, Rob; Jacoby, Gordon. On the long-term context for late twentieth century warming. Journal of Geophysical Research. 2006-01-01, roč. 111, čís. D3. Dostupné online [cit. 2014-02-09]. doi:10.1029/2005JD006352.
- OSBORN, T. J. The Spatial Extent of 20th-Century Warmth in the Context of the Past 1200 Years. Science. 2006-02-10, roč. 311, čís. 5762, s. 841–844. Dostupné online [cit. 2014-02-09]. doi:10.1126/science.1120514.
- HEGERL, Gabriele C., Crowley, Thomas J.; Hyde, William T.; Frame, David J. Climate sensitivity constrained by temperature reconstructions over the past seven centuries. Nature. 2006-04-20, roč. 440, čís. 7087, s. 1029–1032. doi:10.1038/nature04679.

### Citované v Páté hodnotící zprávě IPCC
- BRIFFA, Keith R., Osborn, Timothy J.; Schweingruber, Fritz H.; Harris, Ian C.; Jones, Philip D.; Shiyatov, Stepan G.; Vaganov, Eugene A. Low-frequency temperature variations from a northern tree ring density network. Journal of Geophysical Research. 2001-02-01, roč. 106, čís. D3, s. 2929. Dostupné online [cit. 2014-02-09]. doi:10.1029/2000JD900617.
- CHRISTIANSEN, Bo, Ljungqvist, Fredrik Charpentier. Reconstruction of the Extratropical NH Mean Temperature over the Last Millennium with a Method that Preserves Low-Frequency Variability. Journal of Climate. 2011-12-01, roč. 24, čís. 23, s. 6013–6034. Dostupné online [cit. 2014-02-09]. doi:10.1175/2011JCLI4145.1. (odpověď na komentáře A. Moberga)
- D'ARRIGO, Rosanne, Wilson, Rob; Jacoby, Gordon. On the long-term context for late twentieth century warming. Journal of Geophysical Research. 2006-01-01, roč. 111, čís. D3. Dostupné online [cit. 2014-02-09]. doi:10.1029/2005JD006352.
- FRANK, David, Esper, Jan; Cook, Edward R. Adjustment for proxy number and coherence in a large-scale temperature reconstruction. Geophysical Research Letters. 2007-08-28, roč. 34, čís. 16. Dostupné online [cit. 2014-02-09]. doi:10.1029/2007GL030571.
- HEGERL, Gabriele C., Crowley, Thomas J.; Hyde, William T.; Frame, David J. Climate sensitivity constrained by temperature reconstructions over the past seven centuries. Nature. 2006-04-20, roč. 440, čís. 7087, s. 1029–1032. doi:10.1038/nature04679.
- JUCKES, M. N., Allen, M. R.; Briffa, K. R.; Esper, J.; Hegerl, G. C.; Moberg, A.; Osborn, T. J.; Weber, S. L. Millennial temperature reconstruction intercomparison and evaluation. Climate of the Past. 2007-10-05, roč. 3, čís. 4, s. 591–609. Dostupné online [cit. 2014-02-09]. doi:10.5194/cp-3-591-2007.
- LECLERCQ, Paul Willem, Oerlemans, Johannes. Global and hemispheric temperature reconstruction from glacier length fluctuations. Climate Dynamics. 2011-07-29, roč. 38, čís. 5–6, s. 1065–1079. Dostupné online [cit. 2014-02-09]. doi:10.1007/s00382-011-1145-7.
- LJUNGQVIST, FREDRIK CHARPENTIER. A NEW RECONSTRUCTION OF TEMPERATURE VARIABILITY IN THE EXTRA-TROPICAL NORTHERN HEMISPHERE DURING THE LAST TWO MILLENNIA. Geografiska Annaler: Series A, Physical Geography. 2010-09-06, roč. 92, čís. 3, s. 339–351. Dostupné online [cit. 2014-02-09]. doi:10.1111/j.1468-0459.2010.00399.x.
- LOEHLE, Craig, McCulloch, J. Huston. Correction to: A 2000-Year Global Temperature Reconstruction Based on Non-Tree Ring Proxies. Energy & Environment. 2008-01-01, roč. 19, čís. 1, s. 93–100. doi:10.1260/095830508783563109.
- MANN, Michael E. Global surface temperatures over the past two millennia. Geophysical Research Letters. 2003-01-01, roč. 30, čís. 15. Dostupné online [cit. 2014-02-09]. doi:10.1029/2003GL017814.
- MANN, Michael E., Zhihua Zhang, Scott Rutherford, Raymond S. Bradley, Malcolm K. Hughes, Drew Shindell, Caspar Ammann, Greg Faluvegi, Fenbiao Ni. Global signatures and dynamical origins of the Little Ice Age and Medieval Climate Anomaly. Science. 2009, s. 1256–1260. Dostupné online [cit. 2014-02-09].
- MOBERG, Anders, Dmitry M. Sonechkin, Karin Holmgren, Nina M. Datsenko, Wibjörn Karlén. Highly variable Northern Hemisphere temperatures reconstructed from low-and high-resolution proxy data. Nature. 2005, s. 613–617. Dostupné online [cit. 2014-02-09].
- POLLACK, Henry N. Borehole climate reconstructions: Spatial structure and hemispheric averages. Journal of Geophysical Research. 2004-01-01, roč. 109, čís. D11. Dostupné online [cit. 2014-02-09]. doi:10.1029/2003JD004163.
- SHI, Feng, Bao Yang, Aurélien Mairesse, Lucien von Gunten, Jianping Li, Achim Bräuning, Fengmei Yang, Xia Xiao. Northern Hemisphere temperature reconstruction during the last millennium using multiple annual proxies. Clim Res. 2013, s. 231–244. Dostupné online [cit. 2014-02-09].

### Ostatní rekonstrukce
- SMITH, Claire L., Baker, Andy; Fairchild, Ian J.; Frisia, Silvia; Borsato, Andrea. Reconstructing hemispheric-scale climates from multiple stalagmite records. International Journal of Climatology. 2006-08-01, roč. 26, čís. 10, s. 1417–1424. Dostupné online [cit. 2014-02-09]. doi:10.1002/joc.1329., Figure 1
- HUANG, S. P., Pollack, H. N.; Shen, P.-Y. A late Quaternary climate reconstruction based on borehole heat flux data, borehole temperature data, and the instrumental record. Geophysical Research Letters. 2008-07-04, roč. 35, čís. 13. Dostupné v archivu pořízeném dne 2012-02-27. doi:10.1029/2008GL034187. Archivováno 27. 2. 2012 na Wayback Machine.
- LEE, Terry C. K., Zwiers, Francis W.; Tsao, Min. Evaluation of proxy-based millennial reconstruction methods. Climate Dynamics. 2007-12-20, roč. 31, čís. 2–3, s. 263–281. doi:10.1007/s00382-007-0351-9.
- KAUFMAN, D. S., Schneider, D. P.; McKay, N. P.; Ammann, C. M.; Bradley, R. S.; Briffa, K. R.; Miller, G. H.; Otto-Bliesner, B. L.; Overpeck, J. T.; Vinther, B. M.; Abbott, M.; Axford, Y.; Bird, B.; Birks, H. J. B.; Bjune, A. E.; Briner, J.; Cook, T.; Chipman, M.; Francus, P.; Gajewski, K.; Geirsdottir, A.; Hu, F. S.; Kutchko, B.; Lamoureux, S.; Loso, M.; MacDonald, G.; Peros, M.; Porinchu, D.; Schiff, C.; Seppa, H.; Thomas, E. Recent Warming Reverses Long-Term Arctic Cooling. Science. 2009-09-03, roč. 325, čís. 5945, s. 1236–1239. Dostupné online [cit. 2014-02-09]. doi:10.1126/science.1173983.
- TINGLEY, Martin P., Huybers, Peter. A Bayesian Algorithm for Reconstructing Climate Anomalies in Space and Time. Part I: Development and Applications to Paleoclimate Reconstruction Problems. Journal of Climate. 2010-05-01, roč. 23, čís. 10, s. 2759–2781. Dostupné online [cit. 2014-02-09]. doi:10.1175/2009JCLI3015.1.
- LJUNGQVIST, F. C., Krusic, P. J.; Brattström, G.; Sundqvist, H. S. Northern Hemisphere temperature patterns in the last 12 centuries. Climate of the Past. 2012-02-03, roč. 8, čís. 1, s. 227–249. Dostupné online [cit. 2014-02-09]. doi:10.5194/cp-8-227-2012.
- CHRISTIANSEN, B., Ljungqvist, F. C. The extra-tropical Northern Hemisphere temperature in the last two millennia: reconstructions of low-frequency variability. Climate of the Past. 2012-04-18, roč. 8, čís. 2, s. 765–786. Dostupné online [cit. 2014-02-09]. doi:10.5194/cp-8-765-2012. Bibcode 2012CliPa...8..765C.
- MARCOTT, S. A., Shakun, J. D.; Clark, P. U.; Mix, A. C. A Reconstruction of Regional and Global Temperature for the Past 11,300 Years. Science. 2013-03-07, roč. 339, čís. 6124, s. 1198–1201. doi:10.1126/science.1228026.
- AHMED, Moinuddin, et al. Continental-scale temperature variability during the past two millennia. Nature Geoscience. 2013-04-21, roč. 6, čís. 5, s. 339–346. doi:10.1038/ngeo1797.

## Další literatura
1990
- Folland et al. IPCC FAR WG1. [s.l.]: [s.n.], 1990. Kapitola Chap. 7: Observed Climate Variation and Change.
- IPCC FAR WG1. Climate Change: The IPCC Scientific Assessment (1990). [s.l.]: Cambridge University Press, 1990. (Report prepared for Intergovernmental Panel on Climate Change by Working Group I). ISBN 0-521-40360-X.

1996
- Nicholls et al. IPCC SAR WG1. [s.l.]: [s.n.], 1996. Kapitola Chap. 3: Observed Climate Variability and Change.
- IPCC SAR WG1. Climate Change 1995: The Science of Climate Change. [s.l.]: Cambridge University Press, 1996. (Contribution of Working Group I to the Second Assessment Report of the Intergovernmental Panel on Climate Change). Dostupné online. ISBN 0-521-56433-6.

1998
- BRIFFA, K. R., Jones, P. D.; Schweingruber, F. H.; Osborn, T. J. "Influence of volcanic eruptions on Northern Hemisphere summer temperature over the past 600 years. Nature. 1998-06-04, roč. 393, čís. 6684, s. 450–455. doi:10.1038/30943.

1999
- BRIFFA, K. R. CLIMATE WARMING:Seeing the Wood from the Trees. Science. 1999-05-07, roč. 284, čís. 5416, s. 926–927. doi:10.1126/science.284.5416.926.

2000
- POLLACK, Henry N., Huang, Shaopeng; Shen, Po-Yu. Temperature trends over the past five centuries reconstructed from borehole temperatures. Nature. 2000-02-17, roč. 403, čís. 6771, s. 756–758. doi:10.1038/35001556.
- CRU Information Sheet no. 5: The Millennial Temperature Record. [s.l.]: University of East Anglia, 2000. Dostupné v archivu pořízeném dne 2013-12-13. Archivováno 13. 12. 2013 na Wayback Machine.

2001
- JONES, P. D. The Evolution of Climate Over the Last Millennium. Science. 2001-04-27, roč. 292, čís. 5517, s. 662–667. doi:10.1126/science.1059126.
- IPCC WG1 SPM. [s.l.]: [s.n.], 2001. Kapitola Summary for Policymakers., in IPCC TAR WG1 2001.
- Albritton et al. [s.l.]: [s.n.], 2001. Kapitola Technical Summary., in IPCC TAR WG1 2001.
- Folland et al. [s.l.]: [s.n.], 2001. Kapitola Chapter 2: Observed Climate Variability and Change., in IPCC TAR WG1 2001
- IPCC TAR WG1. Climate Change 2001: The Scientific Basis. Redakce Houghton, J.T.; Ding, Y.; Griggs, D.J.; Noguer, M.; van der Linden, P.J.; Dai, X.; Maskell, K.; and Johnson, C.A.. [s.l.]: Cambridge University Press, 2001. (Contribution of Working Group I to the Third Assessment Report of the Intergovernmental Panel on Climate Change). Dostupné online. ISBN 0-521-80767-0.
- IPCC TAR SYR. Climate Change 2001: Synthesis Report. Redakce Watson, R. T.; and the Core Writing Team. [s.l.]: Cambridge University Press, 2001. (Contribution of Working Groups I, II, and III to the Third Assessment Report of the Intergovernmental Panel on Climate Change). Dostupné online. ISBN 0-521-80770-0.

2004
- BRIFFA, K.R., Osborn, T.J.; Schweingruber, F.H. Large-scale temperature inferences from tree rings: a review. Global and Planetary Change. 2004-01-01, roč. 40, čís. 1–2, s. 11–26. doi:10.1016/S0921-8181(03)00095-X.
- JONES, P. D. Climate over past millennia. Reviews of Geophysics. 2004-01-01, roč. 42, čís. 2. Dostupné online [cit. 2014-02-09]. doi:10.1029/2003RG000143.
- MANN, Michael E., Bradley, Raymond S.; Hughes, Malcolm K. corrigendum: Global-scale temperature patterns and climate forcing over the past six centuries. Nature. 2004-07-01, roč. 430, čís. 6995, s. 105–105. Dostupné online [cit. 2014-02-09]. doi:10.1038/nature02478. Bibcode 2004Natur.430..105M.
- COOK, Edward R., Esper, Jan; D’Arrigo, Rosanne D. Extra-tropical Northern Hemisphere land temperature variability over the past 1000 years. Quaternary Science Reviews. 2004-11-01, roč. 23, čís. 20–22, s. 2063–2074. doi:10.1016/j.quascirev.2004.08.013.

2006
- MOBERG, Anders, Sonechkin, Dmitry M.; Holmgren, Karin; Datsenko, Nina M.; Karlén, Wibjörn; Lauritzen, Stein-Erik. Corrigendum: Highly variable Northern Hemisphere temperatures reconstructed from low- and high-resolution proxy data. Nature. 2006-02-23, roč. 439, čís. 7079, s. 1014–1014. Dostupné online [cit. 2014-02-09]. doi:10.1038/nature04575.
- NORTH, Gerald R., et. al. Surface temperature reconstructions for the last 2,000 years. Washington, D.C.: National Academies Press, 22 June 2006. Dostupné online. ISBN 0-309-10225-1.. (North Report)

2007
- Jansen et al. [s.l.]: [s.n.], 2007. Kapitola Chapter 6: Palaeoclimate., in IPCC AR4 WG1
- IPCC AR4 WG1. Climate Change 2007: The Physical Science Basis. Redakce Solomon, S.; Qin, D.; Manning, M.; Chen, Z.; Marquis, M.; Avery, K.B.; Tignor, M.; and Miller, H.L.. [s.l.]: Cambridge University Press, 2007. (Contribution of Working Group I to the Fourth Assessment Report of the Intergovernmental Panel on Climate Change). Dostupné online. ISBN 978-0-521-88009-1.

2009
- BELLO, David. Global Warming Reverses Long-Term Arctic Cooling. Scientific American [webpage]. 2009-09-04. Dostupné online [cit. 2011-05-19].
- APPELL, David. Novel Analysis Confirms Climate "Hockey Stick" Graph. Scientific American [webpage]. 28 October 2009. Dostupné online [cit. 27 May 2011].
- MANN, M. E., Zhang, Z.; Rutherford, S.; Bradley, R. S.; Hughes, M. K.; Shindell, D.; Ammann, C.; Faluvegi, G.; Ni, F. Global Signatures and Dynamical Origins of the Little Ice Age and Medieval Climate Anomaly. Science. 2009-11-26, roč. 326, čís. 5957, s. 1256–1260. Dostupné online [cit. 2014-02-09]. doi:10.1126/science.1177303.

2010
- TINGLEY, Martin P., Huybers, Peter. A Bayesian Algorithm for Reconstructing Climate Anomalies in Space and Time. Part II: Comparison with the Regularized Expectation–Maximization Algorithm. Journal of Climate. 2010-05-01, roč. 23, čís. 10, s. 2782–2800. doi:10.1175/2009JCLI3016.1.
- FRANK, David, Esper, Jan; Zorita, Eduardo; Wilson, Rob. A noodle, hockey stick, and spaghetti plate: a perspective on high-resolution paleoclimatology. Wiley Interdisciplinary Reviews: Climate Change. 2010-07-01, roč. 1, čís. 4, s. 507–516. doi:10.1002/wcc.53.
- RUSSELL, Sir Muir; BOULTON, Geoffrey; CLARK, Peter; EYTON, David; NORTON, James. The Independent Climate Change E-mails Review. [s.l.]: [s.n.], 7 July 2010. Dostupné online. "ICCER"

2011
- MANN, Michael E. The Hockey Stick and the Climate Wars: Dispatches from the Front Lines. [s.l.]: Columbia University Press, 2012-03-06. Dostupné online. ISBN 978-0-231-15254-9.

2013
- LEMONICK, Michael D. Climate to Warm Beyond Levels Seen for 11,300 Years [online]. Climate Central, 7 March 2013 [cit. 2013-03-10]. Dostupné online.
- GILLIS, Justin. Global Temperatures Highest in 4,000 Years, Study Says - NYTimes.com [online]. New York Times, 7 March 2013 [cit. 2013-03-10]. Dostupné online.